# あいどるし隊っ
『あいどるし隊っ』（あいどるしたいっ）は、富沢珠緒による日本の漫画作品。

## 概要
『なかよし』（講談社）において、1987年から1988年まで連載された。

## 書誌情報
富沢珠緒 『あいどるし隊っ』 講談社〈講談社コミックスなかよし〉、全1巻
- 1巻、1988年4月6日発行、ISBN 4-06-178603-2